# Crocus caspius
Crocus caspius är en irisväxtart som beskrevs av Fisch., Carl Anton von Meyer och Rudolph Friedrich Hohenacker. Crocus caspius ingår i släktet krokusar, och familjen irisväxter. Inga underarter finns listade i Catalogue of Life.

## Bildgalleri

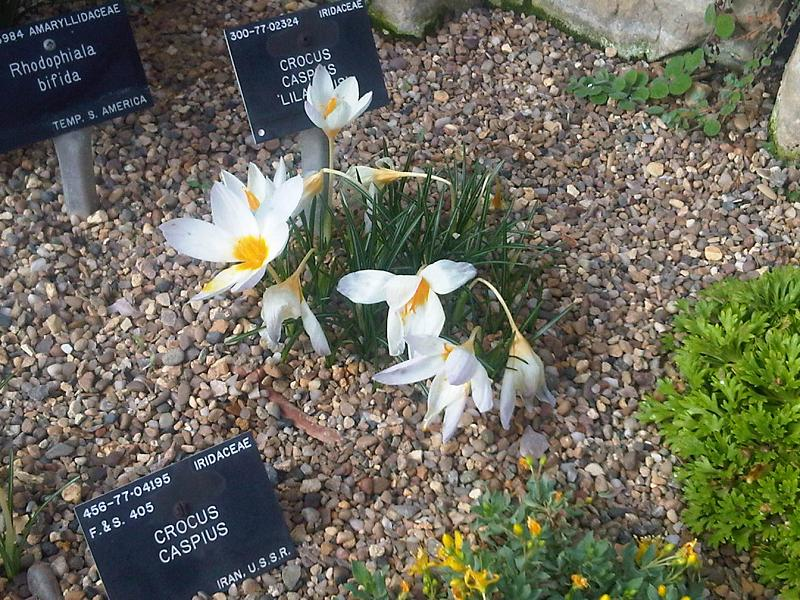
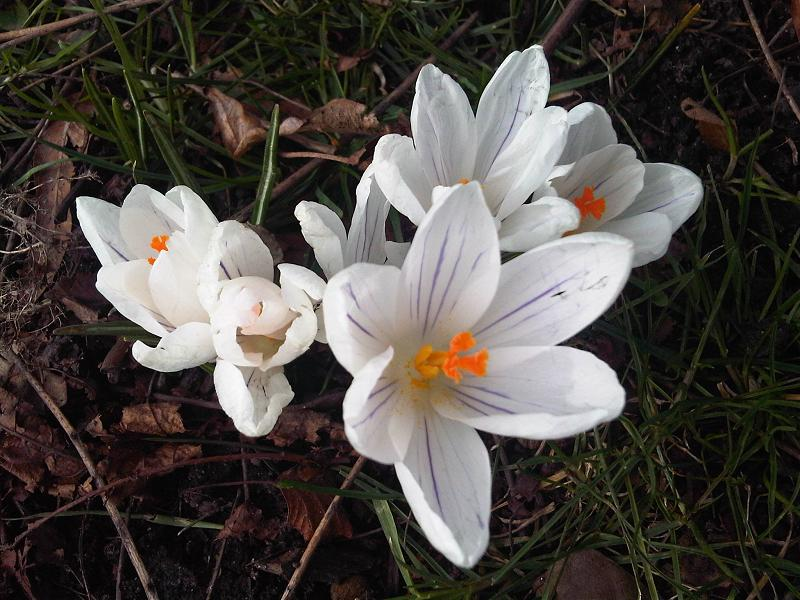
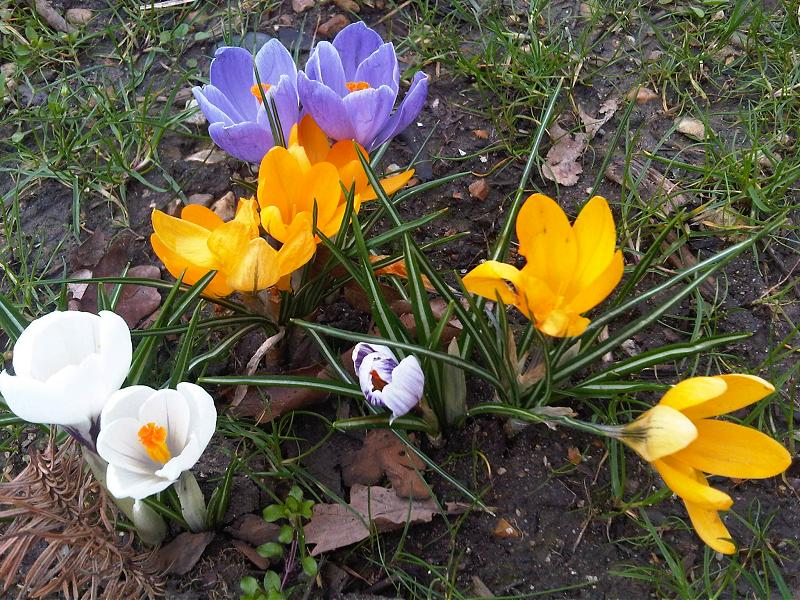
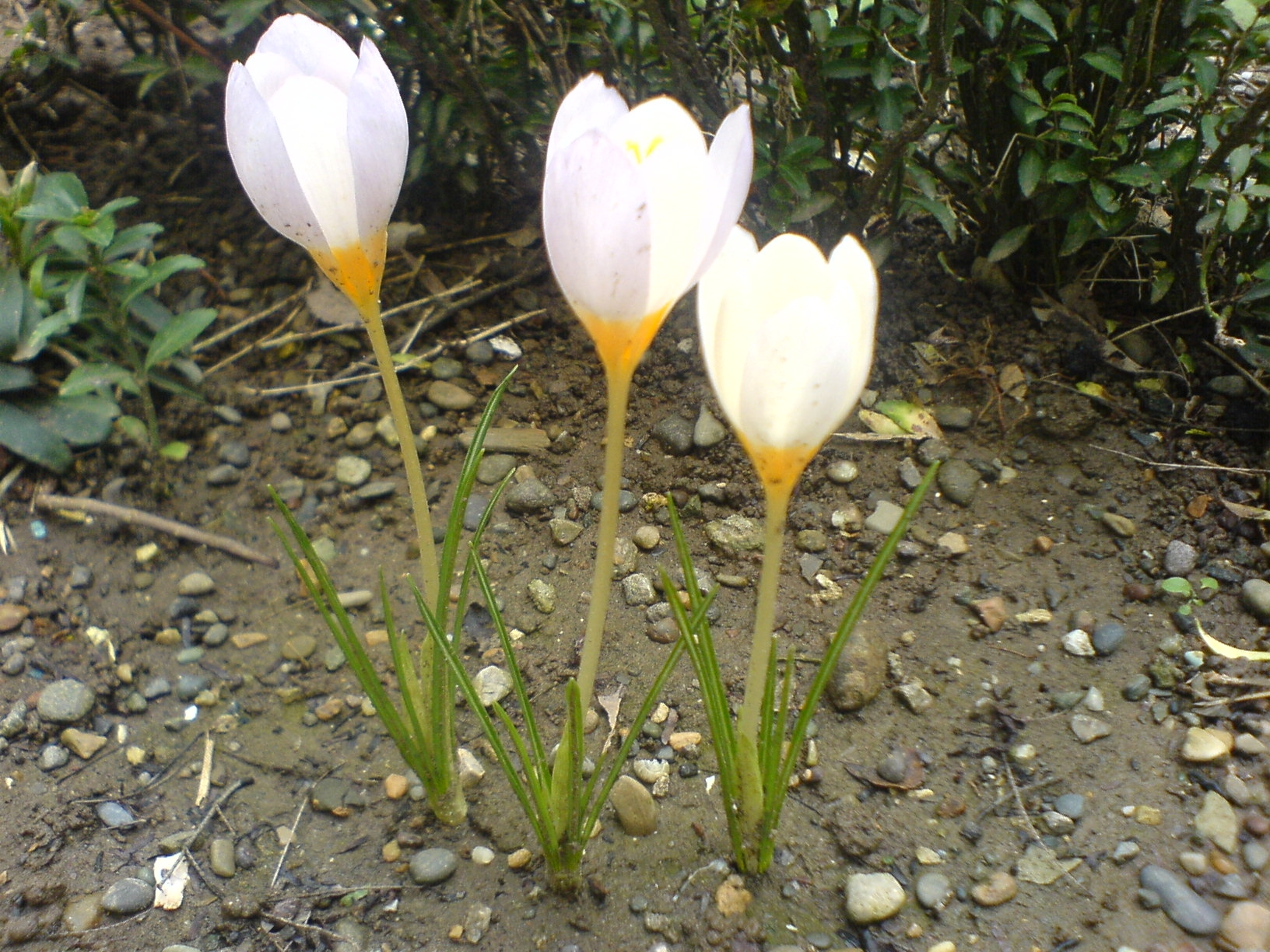